# Sarcophaga etoshana
Sarcophaga etoshana är en tvåvingeart som beskrevs av Andy Z. Lehrer 2005. Sarcophaga etoshana ingår i släktet Sarcophaga och familjen köttflugor.
Artens utbredningsområde är Namibia. Inga underarter finns listade i Catalogue of Life.